# Тайлак-батыр (Казахское ханство)
Тайлак-батыр (каз. Тайлақ Мамырұлы конец XVII — начало XVIII века.) — казахский батыр, один из самых известных героев, периода казахско-джунгарской войны.

## Биография
Родился в начале XVIII веке. Настоящее имя Тайлак Мамырулы (В Казахстанской национальной энциклопедии записан как Тайлак Матиулы). Родиной Тайлак-батыра является территория, занимаемая ныне поселками «Калинин», «Рымникский» Брединского района Челябинской области. Согласно шежере Жетыру происходит из рода Жагалбайлы подрод Ман-Ата. Является потомком Шеген бия в четвертом поколении, внук Ман-Ата батыра.
В 1728 году Тайлак-батыр, командуя войском Младшего жуза вместе с Санырак батыром (возглавлял войско Старшего жуза) в местности Кара-Сиыр на берегу реки Буланты нанесли тяжелейшее поражение джунгарам.

## В литературе
Ильяс Есенберлин упомянул батыра во второй части трилогии Кочевники: 
Самую первую победу над врагом одержал Тайлак-батыр из Младшего жуза со своим племянником Санырак-батыром из Большого жуза. Битва произошла в междуречье Буланты и Буленты, впадающих в реку Сарысу, а место это до сих пор называется «Калмак кырылган» — «Место смерти джунгар».
В поэме «Кыз жибек» упоминается как сын Бекежана

## Примечание
1. 1 2  Рысжан. Тайлақ батыр (каз.). Етжеңді. Дата обращения: 3 марта 2019. Архивировано из оригинала 6 марта 2019 года.
2. ↑  admin. Тайлақ батыр (каз.). Ақтөбе газеті. Дата обращения: 3 марта 2019. Архивировано 6 марта 2019 года.
3. ↑  Ellay. Читать онлайн Отчаяние страница 22. Большая и бесплатная библиотека. Дом книг. Дата обращения: 3 марта 2019.